# كوابيس مرحة
كَوَابِيس مَرِحَة هي مجموعة قصصية من تأليف الكاتب التونسي وليد سليمان ونشر منشورات وليدوف عام 2016.